# NADH dehidrogenaza
NADH dehidrogenaza (EC 1.6.99.3, citohrom c reduktaza, tip 1 dehidrogenaza, beta-NADH dehidrogenaza dinukleotid, dijaforaza, dihidrokodehidrogenaza I dehidrogenaza, dihidronikotinamid adenin dinukleotid dehidrogenaza, difosfopiridin dijaforaza,  dijaforaza,  dijaforaza, „NADH“ hidrogenaza, NADH oksidoreduktaza, NADH-menadionska oksidoreduktaza, redukovani difosfopiridin nukleotidna dijaforaza, NADH:citohrom c oksidoreduktaza, NADH2 dehidrogenaza, NADH:(akceptor) oksidoreduktaza) je enzim sa sistematskim imenom NADH:akceptor oksidoreduktaza. Ovaj enzim katalizuje sledeću hemijsku reakciju
 + + + akceptor {\displaystyle \rightleftharpoons } + + redukovani akceptor
Ovaj enzim je flavoprotein koji sadrži gvožđe-sumporne centre.

## Literatura
- Nicholas C. Price; Lewis Stevens (1999). Fundamentals of Enzymology: The Cell and Molecular Biology of Catalytic Proteins (Third изд.). USA: Oxford University Press. ISBN 019850229X.
- Eric J. Toone (2006). Advances in Enzymology and Related Areas of Molecular Biology, Protein Evolution (Volume 75 изд.). Wiley-Interscience. ISBN 0471205036.
- Branden C; Tooze J. Introduction to Protein Structure. New York, NY: Garland Publishing. ISBN 0-8153-2305-0.
- Irwin H. Segel. Enzyme Kinetics: Behavior and Analysis of Rapid Equilibrium and Steady-State Enzyme Systems (Book 44 изд.). Wiley Classics Library. ISBN 0471303097.
- William P. Jencks (1987). Catalysis in Chemistry and Enzymology. Dover Publications. ISBN 0486654605.

## Spoljašnje veze
- NADH+dehydrogenase на 